# Robert Szwarcman
Robert Michajłowicz Szwarcman (ros. Ро́берт Миха́йлович Шва́рцман, ur. 16 września 1999 w Izraelu) – izraelski i rosyjski kierowca wyścigowy. Mistrz Toyota Racing Series w 2018 roku, mistrz Formuły 3 w 2019 roku oraz wicemistrz Formuły 2 w 2021 roku. Od 2017 roku członek Akademii Kierowców Ferrari. W 2022 roku kierowca testowy zespołu Scuderia Ferrari w Formule 1.

## Wyniki

### Podsumowanie
| Sezon | Seria                                         | Zespół                       | Starty | P1 | PP | NO | Podia | Punkty | Pozycja |
| ----- | --------------------------------------------- | ---------------------------- | ------ | -- | -- | -- | ----- | ------ | ------- |
| 2014  | Włoska Formuła 4                              | Cram Motorsport              | 6      | 0  | 0  | 0  | 0     | 26     | 16      |
| 2015  | Włoska Formuła 4                              | Mücke Motorsport             | 21     | 2  | 4  | 3  | 8     | 212    | 3       |
| 2015  | Niemiecka Formuła 4                           | ADAC Berlin-Brandenburg e.V. | 20     | 0  | 0  | 4  | 8     | 167    | 4       |
| 2016  | Europejski Puchar Formuły Renault 2.0         | Josef Kaufmann Racing        | 15     | 0  | 0  | 0  | 1     | 75     | 8       |
| 2016  | Północnoeuropejski Puchar Formuły Renault 2.0 | Josef Kaufmann Racing        | 15     | 2  | 1  | 2  | 3     | 206    | 6       |
| 2017  | Europejski Puchar Formuły Renault 2.0         | R-ace GP                     | 23     | 6  | 7  | 7  | 12    | 285    | 3       |
| 2017  | Północnoeuropejski Puchar Formuły Renault 2.0 | R-ace GP                     | 3      | 0  | 0  | 0  | 1     | 0      | NS      |
| 2018  | Europejska Formuła 3                          | Prema Theodore Racing        | 30     | 2  | 3  | 1  | 11    | 294    | 3       |
| 2018  | Grand Prix Makau                              | SJM Theodore Racing by Prema | 1      | 0  | 0  | 0  | 0     | n.d.   | 9       |
| 2018  | Toyota Racing Series                          | M2 Competition               | 15     | 1  | 3  | 3  | 9     | 916    | 1       |
| 2019  | Formuła 3                                     | Prema Racing                 | 16     | 3  | 2  | 2  | 10    | 212    | 1       |
| 2019  | Grand Prix Makau                              | SJM Theodore Racing by Prema | 1      | 0  | 0  | 0  | 0     | n.d.   | NU      |
| 2020  | Formuła 2                                     | Prema Racing                 | 24     | 4  | 0  | 2  | 6     | 177    | 4       |
| 2021  | Formuła 2                                     | Prema Racing                 | 23     | 2  | 0  | 3  | 8     | 192    | 2       |

1. ↑  Jako gość nie mógł zdobywać punktów.

### Europejska Formuła 3
| Legenda oznaczeń w tabelach wyników Wyświetl szablon na nowej stronie | Legenda oznaczeń w tabelach wyników Wyświetl szablon na nowej stronie                                                                     |
| Oznaczenie                                                            | Wyjaśnienie |
| --------------------------------------------------------------------- | --- |
| Złoty                                                                 | Zwycięzca lub mistrzostwo |
| Srebrny                                                               | 2. miejsce lub wicemistrzostwo |
| Brązowy                                                               | 3. miejsce lub II wicemistrzostwo |
| Zielony                                                               | Ukończył, punktował (w klasyfikacji generalnej, gdy zdobył co najmniej jeden punkt na przestrzeni sezonu, poza trzema powyższymi opcjami) |
| Niebieski                                                             | Ukończył, nie punktował (w klasyfikacji generalnej, gdy nie zdobył co najmniej jednego punktu na przestrzeni sezonu)                      |
| Czerwony                                                              | Nie zakwalifikował się (NZ) |
| Czerwony                                                              | Nie prekwalifikował się (NPK) |
| Różowy                                                                | Nie ukończył (NU) |
| Różowy                                                                | Niesklasyfikowany (NS) (w klasyfikacji generalnej, gdy nie został sklasyfikowany w żadnym wyścigu sezonu)                                 |
| Czarny                                                                | Zdyskwalifikowany (DK) |
| Czarny                                                                | Wykluczony (WYK/EX) |
| Biały                                                                 | Nie wystartował (NW) |
| Biały                                                                 | Kontuzjowany (K/INJ) |
| Biały                                                                 | Wyścig odwołany (OD/C) |
| Bez koloru                                                            | Został wycofany (WYC/WD) |
| Bez koloru                                                            | Nie przybył (NP/DNA) |
| Bez koloru                                                            | Nie brał udziału w treningach (NT/DNP) |
| Bez koloru                                                            | Nie został zgłoszony (–) |
| Pogrubienie                                                           | Start z pole position |
| Kursywa                                                               | Najszybsze okrążenie wyścigu |
| †                                                                     | Nie ukończył, ale jego rezultat został zaliczony ze względu na przejechanie więcej niż 90% dystansu wyścigu.                              |
| *                                                                     | Sezon w trakcie |
| 1/2/3                                                                 | Punktowana pozycja w sprincie kwalifikacyjnym                                                                                             |
| Lista systemów punktacji Formuły 1                                    | |

| Rok  | Zespół                | Wyniki w poszczególnych eliminacjach | Wyniki w poszczególnych eliminacjach | Wyniki w poszczególnych eliminacjach | Wyniki w poszczególnych eliminacjach | Wyniki w poszczególnych eliminacjach | Wyniki w poszczególnych eliminacjach | Wyniki w poszczególnych eliminacjach | Wyniki w poszczególnych eliminacjach | Wyniki w poszczególnych eliminacjach | Wyniki w poszczególnych eliminacjach | Wyniki w poszczególnych eliminacjach | Wyniki w poszczególnych eliminacjach | Wyniki w poszczególnych eliminacjach | Wyniki w poszczególnych eliminacjach | Wyniki w poszczególnych eliminacjach | Wyniki w poszczególnych eliminacjach | Wyniki w poszczególnych eliminacjach | Wyniki w poszczególnych eliminacjach | Wyniki w poszczególnych eliminacjach | Wyniki w poszczególnych eliminacjach | Wyniki w poszczególnych eliminacjach | Wyniki w poszczególnych eliminacjach | Wyniki w poszczególnych eliminacjach | Wyniki w poszczególnych eliminacjach | Wyniki w poszczególnych eliminacjach | Wyniki w poszczególnych eliminacjach | Wyniki w poszczególnych eliminacjach | Wyniki w poszczególnych eliminacjach | Wyniki w poszczególnych eliminacjach | Wyniki w poszczególnych eliminacjach | Punkty | Pozycja |
| ---- | --------------------- | ------------------------------------ | ------------------------------------ | ------------------------------------ | ------------------------------------ | ------------------------------------ | ------------------------------------ | ------------------------------------ | ------------------------------------ | ------------------------------------ | ------------------------------------ | ------------------------------------ | ------------------------------------ | ------------------------------------ | ------------------------------------ | ------------------------------------ | ------------------------------------ | ------------------------------------ | ------------------------------------ | ------------------------------------ | ------------------------------------ | ------------------------------------ | ------------------------------------ | ------------------------------------ | ------------------------------------ | ------------------------------------ | ------------------------------------ | ------------------------------------ | ------------------------------------ | ------------------------------------ | ------------------------------------ | ------ | ------- |
| 2018 | Prema Theodore Racing | PAU                                  | PAU                                  | PAU                                  | HUN                                  | HUN                                  | HUN                                  | NOR                                  | NOR                                  | NOR                                  | ZAN                                  | ZAN                                  | ZAN                                  | SPA                                  | SPA                                  | SPA                                  | SIL                                  | SIL                                  | SIL                                  | MIS                                  | MIS                                  | MIS                                  | NÜR                                  | NÜR                                  | NÜR                                  | RBR                                  | RBR                                  | RBR                                  | HOC                                  | HOC                                  | HOC                                  | 294    | 3       |
| 2018 | Prema Theodore Racing | 8                                    | 9                                    | 6‡                                   | 3                                    | 5                                    | NU                                   | 6                                    | NU                                   | 7                                    | 8                                    | 7                                    | 11                                   | 5                                    | 4                                    | 2                                    | 8                                    | 9                                    | 10                                   | 3                                    | 9                                    | 7                                    | 2                                    | 2                                    | 2                                    | 2                                    | 3                                    | 1                                    | 2                                    | 5                                    | 1                                    | 294    | 3       |

‡ – Przyznano połowę punktów, gdyż zostało przejechane mniej niż 75% wyścigu.

### Formuła 3
| Rok  | Zespół       | Wyniki w poszczególnych eliminacjach | Wyniki w poszczególnych eliminacjach | Wyniki w poszczególnych eliminacjach | Wyniki w poszczególnych eliminacjach | Wyniki w poszczególnych eliminacjach | Wyniki w poszczególnych eliminacjach | Wyniki w poszczególnych eliminacjach | Wyniki w poszczególnych eliminacjach | Wyniki w poszczególnych eliminacjach | Wyniki w poszczególnych eliminacjach | Wyniki w poszczególnych eliminacjach | Wyniki w poszczególnych eliminacjach | Wyniki w poszczególnych eliminacjach | Wyniki w poszczególnych eliminacjach | Wyniki w poszczególnych eliminacjach | Wyniki w poszczególnych eliminacjach | Punkty | Pozycja |
| ---- | ------------ | ------------------------------------ | ------------------------------------ | ------------------------------------ | ------------------------------------ | ------------------------------------ | ------------------------------------ | ------------------------------------ | ------------------------------------ | ------------------------------------ | ------------------------------------ | ------------------------------------ | ------------------------------------ | ------------------------------------ | ------------------------------------ | ------------------------------------ | ------------------------------------ | ------ | ------- |
| 2019 | Prema Racing | CAT                                  | CAT                                  | LEC                                  | LEC                                  | RBR                                  | RBR                                  | SIL                                  | SIL                                  | HUN                                  | HUN                                  | SPA                                  | SPA                                  | MNZ                                  | MNZ                                  | SOC                                  | SOC                                  | 212    | 1       |
| 2019 | Prema Racing | 1                                    | 4                                    | 2                                    | 1                                    | 5                                    | 3                                    | 5                                    | 2                                    | 5                                    | NU                                   | 2                                    | 3                                    | 1                                    | 8                                    | 2                                    | 3                                    | 212    | 1       |

### Formuła 2
| Rok  | Zespół       | Wyniki w poszczególnych eliminacjach | Wyniki w poszczególnych eliminacjach | Wyniki w poszczególnych eliminacjach | Wyniki w poszczególnych eliminacjach | Wyniki w poszczególnych eliminacjach | Wyniki w poszczególnych eliminacjach | Wyniki w poszczególnych eliminacjach | Wyniki w poszczególnych eliminacjach | Wyniki w poszczególnych eliminacjach | Wyniki w poszczególnych eliminacjach | Wyniki w poszczególnych eliminacjach | Wyniki w poszczególnych eliminacjach | Wyniki w poszczególnych eliminacjach | Wyniki w poszczególnych eliminacjach | Wyniki w poszczególnych eliminacjach | Wyniki w poszczególnych eliminacjach | Wyniki w poszczególnych eliminacjach | Wyniki w poszczególnych eliminacjach | Wyniki w poszczególnych eliminacjach | Wyniki w poszczególnych eliminacjach | Wyniki w poszczególnych eliminacjach | Wyniki w poszczególnych eliminacjach | Wyniki w poszczególnych eliminacjach | Wyniki w poszczególnych eliminacjach | Punkty | Pozycja |
| ---- | ------------ | ------------------------------------ | ------------------------------------ | ------------------------------------ | ------------------------------------ | ------------------------------------ | ------------------------------------ | ------------------------------------ | ------------------------------------ | ------------------------------------ | ------------------------------------ | ------------------------------------ | ------------------------------------ | ------------------------------------ | ------------------------------------ | ------------------------------------ | ------------------------------------ | ------------------------------------ | ------------------------------------ | ------------------------------------ | ------------------------------------ | ------------------------------------ | ------------------------------------ | ------------------------------------ | ------------------------------------ | ------ | ------- |
| 2020 | Prema Racing | RBR                                  | RBR                                  | RBR                                  | RBR                                  | HUN                                  | HUN                                  | SIL                                  | SIL                                  | SIL                                  | SIL                                  | CAT                                  | CAT                                  | SPA                                  | SPA                                  | MNZ                                  | MNZ                                  | MUG                                  | MUG                                  | SOC                                  | SOC                                  | BHR                                  | BHR                                  | BHR                                  | BHR                                  | 177    | 4       |
| 2020 | Prema Racing | 3                                    | 4                                    | 1                                    | NU                                   | 1                                    | 4                                    | 14                                   | 13                                   | 8                                    | 13                                   | 2                                    | 13                                   | 5                                    | 1                                    | 9                                    | 5                                    | NU                                   | 9                                    | 11                                   | 10                                   | 8                                    | 1                                    | 4                                    | 5                                    | 177    | 4       |
| 2021 | Prema Racing | BHR                                  | BHR                                  | BHR                                  | MON                                  | MON                                  | MON                                  | BAK                                  | BAK                                  | BAK                                  | SIL                                  | SIL                                  | SIL                                  | MNZ                                  | MNZ                                  | MNZ                                  | SOC                                  | SOC                                  | SOC                                  | JED                                  | JED                                  | JED                                  | YAS                                  | YAS                                  | YAS                                  | 192    | 2       |
| 2021 | Prema Racing | 4                                    | NU                                   | 7                                    | NU                                   | 10                                   | 4                                    | 1                                    | 5                                    | 3                                    | 1                                    | 15                                   | 5                                    | 6                                    | 3                                    | 6                                    | 3                                    | OD                                   | 4                                    | 5                                    | 3                                    | 2‡                                   | 4                                    | 2                                    | 4                                    | 192    | 2       |

‡ – Kierowcy otrzymali połowę punktów, gdyż przejechano mniej niż 75% dystansu wyścigu.